# Jorge Medina Estévez
Jorge Arturo Augustin Medina Estévez (ur. 23 grudnia 1926 w Santiago, zm. 3 października 2021 tamże) – chilijski duchowny katolicki, wysoki urzędnik Kurii Rzymskiej, kardynał.

## Życiorys
Studiował na uczelniach w Santiago – w seminarium i na Pontyfikalnym Uniwersytecie Katolickim; obronił doktoraty z teologii i prawa kanonicznego. Święcenia kapłańskie przyjął 12 czerwca 1954. Wykładał w seminarium w Santiago. W latach 1962–1965 brał udział w Soborze Watykańskim II jako ekspert; pełnił szereg funkcji w archidiecezji Santiago, był m.in. sędzią trybunału archidiecezjalnego oraz kanonikiem kapituły katedralnej, pełnił również funkcję wielkiego kanclerza Pontyfikalnego Uniwersytetu Katolickiego. Jako konsultant współpracował z instytucjami watykańskimi.
18 grudnia 1984 został mianowany biskupem pomocniczym Rancagua, ze stolicą tytularną Thibilis; sakry udzielił mu w Watykanie Jan Paweł II 6 stycznia 1985. W listopadzie 1987 został ordynariuszem Rancagua, a w kwietniu 1993 – biskupem ordynariuszem Valparaiso. Trzy lata później w czerwcu 1996 zrezygnował z rządów w diecezji i przeszedł do pracy w Kurii Rzymskiej. Został promowany do rangi arcybiskupa tytularnego i mianowany proprefektem Kongregacji Kultu Bożego i Dyscypliny Sakramentów. Brał udział w kolejnych sesjach Światowego Synodu Biskupów w Watykanie.
21 lutego 1998 Jan Paweł II wyniósł go do godności kardynalskiej, z diakonią San Saba; od lutego 2005 (po promowaniu L. Poggiego do rangi kardynała prezbitera) pełnił funkcję kardynała protodiakona. Wraz z nominacją kardynalską stał się pełnoprawnym prefektem Kongregacji; zrezygnował z tej funkcji w związku z osiągnięciem wieku emerytalnego w październiku 2002. Kilkakrotnie reprezentował Jana Pawła II (w charakterze specjalnego wysłannika) na uroczystościach religijnych i rocznicowych, m.in. na Narodowym Kongresie Eucharystycznym Meksyku w mieście Meksyk (maj 2000).
W kwietniu 2005 jako kardynał protodiakon ogłosił światu wybór nowego papieża Benedykta XVI po konklawe. W grudniu 2006 ukończył 80 lat i utracił prawo udziału w konklawe; w związku z tym w lutym 2007 został emerytowany z funkcji protodiakona, jego następcą został kardynał Darío Castrillón Hoyos. 1 marca 2008 promowano go do rangi kardynała prezbitera.
Zmarł 3 października 2021 w Santiago. 